# Colegio San Benito
Colegio San Benito est un organisme privé d'enseignement catholique préuniversitaire et une école primaire, fondés à Mayagüez (Porto Rico) en 1965. Il appartient au diocèse catholique romain de Mayagüez. L'école a été la première école catholique de garçons fondée dans la région.
L'école se compose de deux bâtiments universitaires (une école primaire et une école secondaire), le Monasterio de San Benito, deux cafétérias, une église paroissiale, une chapelle, deux tribunaux, l'un dans la cour, une salle de sport, espaces verts et d'un amphithéâtre. Système Colegio San Benito est bilingue. L'école se compose le plus grand chapelet de l'île.
Les principaux bâtiments du campus actuels sont situés à Quebrada Grande, Mayagüez, à l'ouest de Puerto Rico.
En 2011, le conseil d'université de Puerto Rico et en Amérique latine a reconnu l'école pour obtenir la plus forte moyenne dans le EXANI-II parmi toutes les écoles privées à Puerto Rico en honorant le Prix Adolfo Fortier.
Colegio San Benito est accrédité par le ministère de Puerto Rico de l'éducation et par la Middle States Association des universités et des écoles. Adhésions de l'école comprennent: National Honor Society (NHS), conseil étudiant et la Students 'Union.
L'école est reconnue pour ses équipes de basket-ball et volley-ball. Sports pratiqués : basket, volley-ball, de soccer et de football en salle.